# پل رید
پل رید (انگلیسی: Paul Read؛ زادهٔ ۲۵ سپتامبر ۱۹۷۳) بازیکن فوتبال اهل بریتانیا است.
از باشگاه‌هایی که در آن بازی کرده‌است می‌توان به باشگاه فوتبال آرسنال، باشگاه فوتبال وایکام واندررز، باشگاه فوتبال لیتون اورینت، باشگاه فوتبال اوسترشوندس، باشگاه فوتبال لوتون تاون، باشگاه فوتبال ساوتند یونایتد، و باشگاه فوتبال اکستر سیتی اشاره کرد.